# Pascal Plante
Pascal Plante (nascut el 3 de setembre de 1988) és un director de cinema i guionista canadenc del Quebec,, el llargmetratge de debut del qual, Les Faux Tatouages, fou estrenat del 2017.

## Carrera
Va guanyar el premi del Cercle de Crítics de Cinema de Vancouver al Millor guió canadenc als Premis del Cercle de Crítics de Cinema de Vancouver de 2017, i l'actriu principal de la pel·lícula, Rose-Marie Perreault, van rebre una nominació al Prix Iris a la Revelació de l'any als 20a gala Québec Cinéma de 2018, i una nominació al Canadian Screen Award al Millor actriu als 7th Canadian Screen Awards el 2019.
La seva segona pel·lícula Nadia, Butterfly es va anunciar com a selecció oficial del 73è Festival Internacional de Cinema de Canes.
Plante és un antic nedador competitiu que va provar, però no es va classificar, per representar el Canadà als Jocs Olímpics d'estiu de 2008, i, posteriorment, va estudiar cinema a la Mel Hoppenheim School of Cinema de la Concordia University.
També ha dirigit els curtmetratges La fleur de l'âge, Je suis un château de sable qui attend la mer, Baby Blues, Drum de marde!, Blue-Eyed Blonde (Millor curtmetratge canadenc, VIFF 2015), Nonna i Blast Beat, i ha treballat com a mesclador de so i editor en altres projectes cinematogràfics..
El seu tercer llargmetratge, Les Chambres rouges, es va estrenar al Festival Internacional de Cinema de Karlovy Vary de 2023. Posteriorment, es va estrenar al Canadà al FanTasia de 2023, on va guanyar diversos premis, com ara Millor pel·lícula, Millor guió, Millor banda sonora i Millor interpretació.
El 2024 va exercir com a programador del Festival Vues dans la tête de....

## Vida personal
El seu germà Dominique Plante és un músic, que va compondre les partitures de diverses de les pel·lícules de Pascal.

## Filmografia
| Ant  | Pel·lícula          |
| ---- | ------------------- |
| 2017 | Les Faux Tatouages  |
| 2020 | Nadia, Butterfly    |
| 2023 | Les Chambres rouges |